# Самсунспор
«Самсунспор» (тур. Samsunspor Kulübü Derneği) — турецкий футбольный клуб из города Самсун, с сезона 2023/24 выступающий в Суперлиге. Основан летом 1965 года, в том же сезоне команда стала выступать на профессиональном уровне. Домашние матчи проводит на стадионе «Самсун», вмещающем 34 000 зрителей. В Турецкой Суперлиге в общей сложности команда провела 29 сезонов, последним из которых является сезон 2005/06. Главным достижением клуба являются третьи места в турецкой Суперлиге в 1986 и 1987 годах.
В сезоне 2022/23 «Самсунспор» стал победителем Первой лиги в 7-й раз и впервые за 20 лет. Команда завоевала титул за 6 недель до окончания соревнования.

## Достижения
- Чемпионат Турции
  - 3-е место (3): 1985/86, 1986/87, 2024/25
- Кубок Турции
  - Финалист: 1987/88
- Балканский Кубок
  - Победитель: 1993/94
- Первая лига
  - Победитель (7): 1968/69, 1975/76, 1981/82, 1984/85, 1990/91, 1992/93, 2022/23
- Вторая лига[англ.]
  - Победитель: 2019/20

## Выступления в еврокубках
| Сезон | Турнир          | Раунд  |                        | Клуб          | Счёт     |
| ----- | --------------- | ------ | ---------------------- | ------------- | -------- |
| 1997  | Кубок Интертото | Группа | Флаг Дании             | Оденсе        | 2:0      |
|       |                 | Группа | Флаг Литвы (1989—2004) | Каунас        | 1:0      |
|       |                 | Группа | Флаг Исландии          | Лейфтур       | 3:0      |
|       |                 | Группа | Флаг Германии          | Гамбург       | 1:3      |
| 1998  | Кубок Интертото | 2Р     | Флаг Дании             | Люнгбю        | 3:0, 1:3 |
|       |                 | 3Р     | Флаг Англии            | Кристал Пэлас | 2:0, 2:0 |
|       |                 | 1/2    | Флаг Германии          | Вердер        | 0:3, 0:3 |

- 2Р — второй раунд,
- 3Р — третий раунд,
- 1/2 — полуфинал.